# Bob Braden
Robert Braden (28 de janeiro de 1934 - 15 de abril de 2018) foi um cientista da computação estadunidense.
Considerado um dos fundadores da Internet, seus interesses de pesquisa englobam protocolos de comunicação, especialmente em camadas de transporte e protocolo de Internet.